# Yogi Johl
Herbinder „Yogi” Johl (ur. 3 stycznia 1970) – kanadyjski zapaśnik. Olimpijczyk z Atlanty 1996, gdzie zajął trzynaste miejsce w kategorii 130 kg w stylu klasycznym. Walczył też w stylu wolnym.
Zajął dziesiąte miejsce w mistrzostwach świata w 1995. Czwarty w Pucharze Świata w 1993 i piąty w 1997. Cztery medale na mistrzostwach panamerykańskich, srebro w 1990. Brąz na igrzyskach frankofońskich w 1994 roku.